# Lolotla
Esta página se refiere a una localidad. Para el municipio homónimo véase Municipio de Lolotla
Lolotla es una localidad mexicana, cabecera del municipio de Lolotla en el estado de Hidalgo.

## Geografía
Se encuentra en la región geográfica de la Sierra Alta; a la localidad le corresponden las coordenadas geográficas 20° 50’ 28.192” de latitud norte y 98° 43’ 02.24” de longitud oeste, con una altitud de 1601 m s. n. m. Cuenta con un clima templado húmedo con lluvias todo el año, registra una temperatura media anual de 18 °C y una precipitación pluvial de 1420 milímetros por año, el periodo de lluvias es de junio a septiembre..
En cuanto a fisiografía se encuentra en la provincia de la Sierra Madre Oriental, dentro de la subprovincia del Carso Huasteco; su terreno es de sierra. En lo que respecta a la hidrografía se encuentra posicionado en la región del Pánuco, dentro de la cuenca el río Moctezuma, y en los límites de las subcuencas del río Amajac y el río Los Hules.

## Demografía
En 2020 registro una población de 590 personas, lo que corresponde al 6.23 % de la población municipal. De los cuales 264 son hombres y 326 son mujeres.
| Gráfica de evolución demográfica de Lolotla entre 1900 y 2020 |
|                                                               |
| Población registrada por los censos y conteos del INEGI.      |

## Cultura
La imagen de Catalina de Alejandría es venerada como la deidad patrona, por lo que el 25 de noviembre se celebra la mayor fiesta del pueblo.